# Neopeltopsis althorpensis
Neopeltopsis althorpensis is een eenoogkreeftjessoort uit de familie van de Peltidiidae. De wetenschappelijke naam van de soort is voor het eerst geldig gepubliceerd in 2005 door Walker-Smith.